# Collapsothérapie
 (mars 2025).
Si vous disposez d'ouvrages ou d'articles de référence ou si vous connaissez des sites web de qualité traitant du thème abordé ici, merci de compléter l'article en donnant les références utiles à sa vérifiabilité et en les liant à la section « Notes et références ».
La collapsothérapie est un traitement de la tuberculose, utilisé avant l'arrivée des antibiotiques. Il consistait à réaliser un affaissement du poumon ainsi que sa mise au repos. Par la suite, on pratiquait un accolement des parois des cavernes et on évacuait leur contenu, ce qui permettait la cicatrisation.